# Nexter Narwhal

Le Narwhal est une tourelle d’artillerie navale téléopérée de calibre 20 mm française, produite par Nexter sur la base de ses canons M621 et M693. Le nom Narwhal (Narval en anglais) est un acronyme signifiant NAval Remote Weapon, Highly Accurate, Lightweight (« Arme téléopérée navale de haute précision légère »). Il est destiné à être installé sur tout type de navire (patrouilleur, frégate, porte-avions…) afin notamment d’en assurer la défense rapprochée.

## Conception
Nexter propose le Narwhal en deux variantes :
- le Narwhal 20A, basé sur le canon Nexter M621, utilisant des obus de 20×102mm[2] ;
- le Narwhal 20B, basé sur le canon Nexter M693, utilisant des obus de 20×139mm, qui est la version utilisée par la Marine nationale[3],[4].

La tourelle est équipée de caméras électro-optiques capables de fonctionner aussi bien de jour que de nuit, ainsi que d’un système de suivi des cibles en mouvement. Sa motorisation électrique lui permet un débattement en gisement de 360°, et de +75° à -20° en site. Cette caractéristique, couplée à sa très grande rapidité de mouvement, permet au canon d’être non seulement stabilisé contre le roulis et le tangage, mais également d’être particulièrement adapté aux situations de combat rapproché.
|                      |
| Modèle interactif 3D |

|                                      |
| Vidéo du canon sous plusieurs angles |

## Utilisateurs

### France

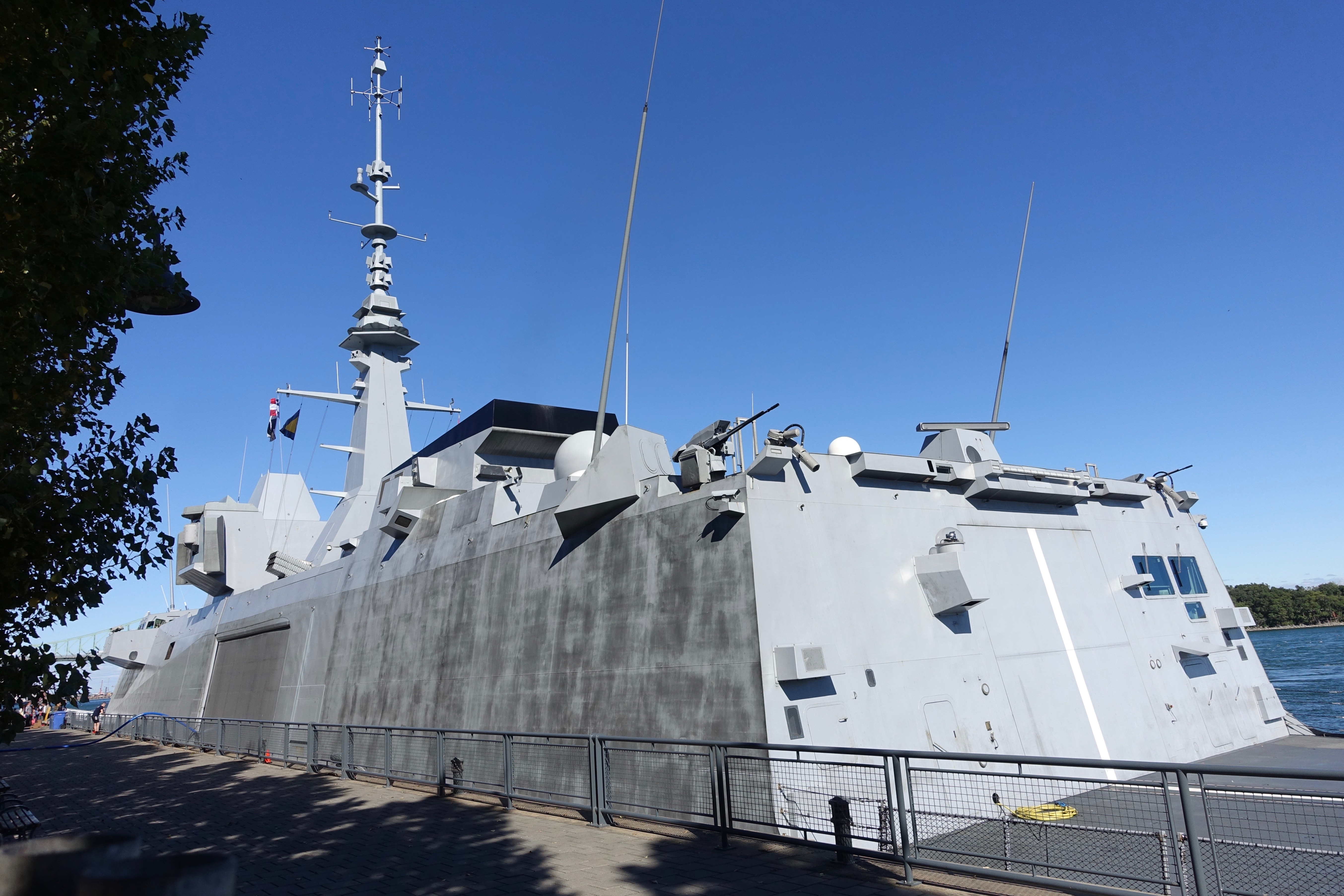
Deux canons Narwhal situés sur le hangar de la frégate.

La Marine nationale française utilise le canon Narwhal sur de nombreux bâtiments, des unités les plus lourdes pour lesquelles il constitue un armement secondaire, jusqu’aux unités plus légères dont il constitue le système d’arme principal.

#### Armement secondaire
Les frégates de classe Aquitaine sont prévues dès leur conception pour recevoir le Narwhal, qui ne sont pas installés lors de la livraison des premiers exemplaires comme l’Aquitaine. La première FREMM à recevoir ses Narwhal dès sa construction est la Normandie, en 2013,, qui est ensuite rebaptisée Tahya Misr puis livrée à l’Égypte en 2015, sans être entrée en service dans la Marine nationale. La Provence et les FREMM suivantes en sont équipées dès leur mise en service. Les systèmes Narwhal équipant les FREMM sont interfacés avec le radar Herakles via le système d'information de combat du bord, de sorte à permettre un temps de réaction minimal dans le traitement des menaces.
Les porte-hélicoptères d’assaut de classe Mistral sont équipés à l’occasion de leur carénage, avec d’abord le Dixmude en 2016, suivi Tonnerre en 2017 puis du Mistral en 2018.
Le porte-avions Charles de Gaulle reçoit trois Narwhal lors d’un arrêt technique en 2019, installés notamment dans un objectif de lutte contre les menaces asymétriques. Le porte-avions avait été prééquipé pour les accueillir lors de sa refonte à mi-vie effectuée en 2017 et 2018, leur installation à proprement parler étant retardée pour des raisons budgétaires.
Les frégates de défense aérienne de classe Horizon sont équipées de trois Narwhal en remplacement de leurs 20 mm F2 sur affût manuel ; une opération effectuée lors d’arrêts techniques, pour le Forbin en 2018, et pour le Chevalier Paul en 2019.
Il doit également équiper les frégates de défense et d’intervention.

#### Armement principal

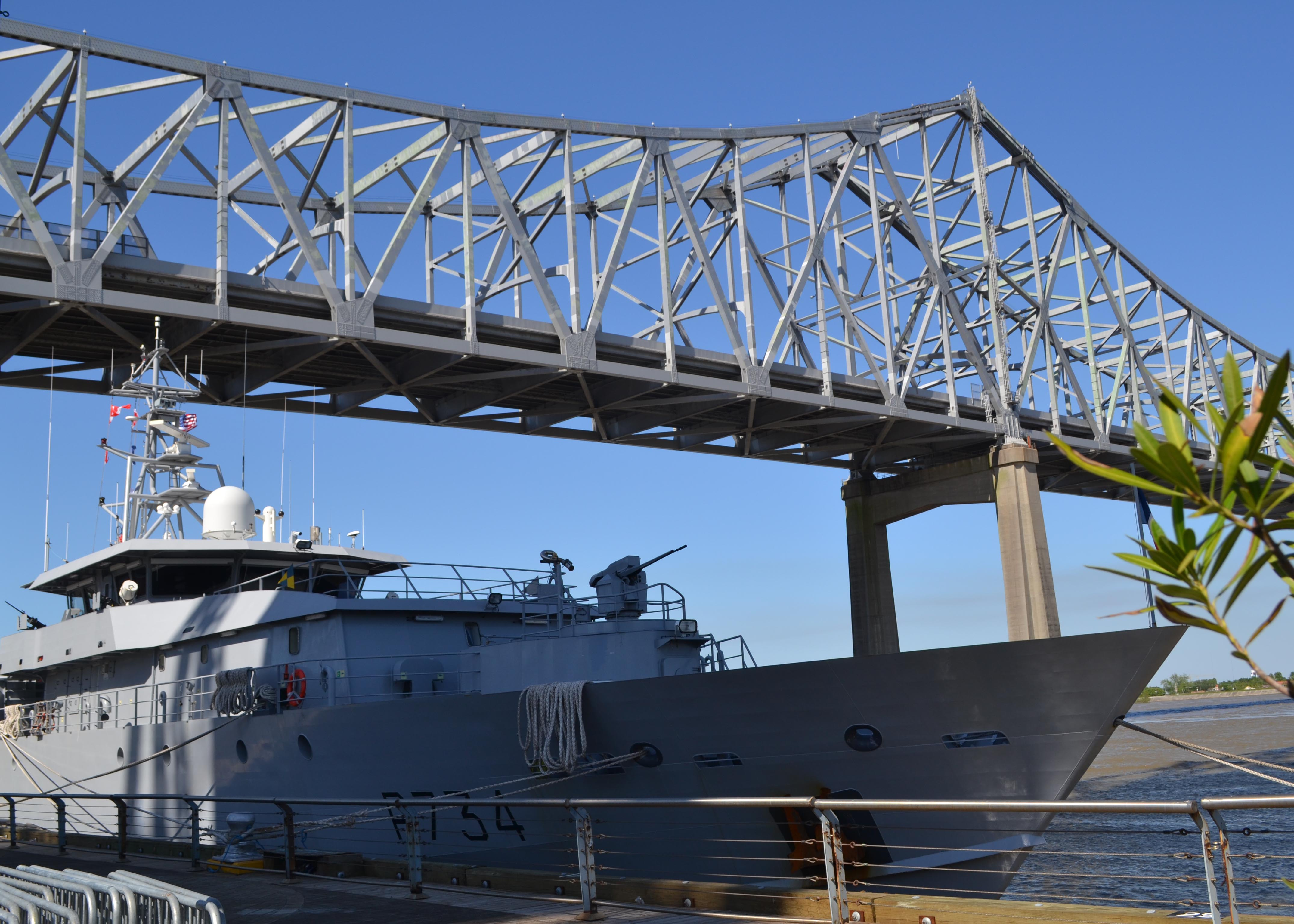
Canon Narwhal 20B sur le patrouilleur.

Le Narwhal constitue l’armement principal des trois patrouilleurs de classe La Confiance, mis en service à partir de 2016. La Confiance est le premier patrouilleur français à être équipé du Narwhal, et le premier navire dont il constitue l’armement principal. Le système de conduite de tir du Narwhal permet de vérifier que l’arme ne risque pas de toucher le navire visé lorsqu’elle est utilisée pour effectuer des tirs de semonce.
Le projet de Patrouilleur Outre-mer présenté en janvier 2020 comporte en armement principal un Narwhal installé en position avant, avec un faible débattement.

### Export
- Marine égyptienne : deux Narwhal 20B installés sur la frégate Tahya Misr[17]. Il s’agit de la première FREMM à en être équipée, à un moment où elle doit encore s’appeler Normandie[7].
- Garde côtière d'Albanie : quatre Narwhal 20A livrés en 2017 et 2018 pour équiper autant de patrouilleurs Damen de type STAN 4207, achetés en 2008 mais dont l’armement est jugé trop léger[17],[18],[19].
- Marine royale saoudienne : le Narwhal constitue l’armement principal des trente-huit intercepteurs HSI 32 construits par CMN, initialement commandés pour les Forces navales libanaises, dont le premier exemplaire est lancé le 24 juillet 2019[20].
- Marine gabonaise : quatre Narwhal 20A ont été commandés en 2014 pour équiper autant de vedettes Raidco type RPB20, ainsi qu’un cinquième pour un patrouilleur océanique OPV 50 de Piriou[21],[22].
- Marine sénégalaise : le Narwhal arme les trois patrouilleurs Piriou OPV 58 S commandés en novembre 2019, et dont le premier exemplaire est lancé le 11 avril 2022[23].